# 심플렉틱 다양체
미분기하학에서 심플렉틱 다양체(symplectic多樣體, symplectic manifold) 또는 사교다양체(斜交多樣體)는 닫힌 비퇴화 2차 미분 형식을 갖춘 매끄러운 다양체다. 여접다발의 개념을 일반화한 것으로 생각할 수 있으며, 항상 짝수 차원을 가진다. 심플렉틱 다양체의 성질을 연구하는 수학 분야를 심플렉틱 기하학(symplectic幾何學, 영어: symplectic geometry), 사교기하학(斜交幾何學), 심플렉틱 위상수학(symplectic位相數學, 영어: symplectic topology) 또는 사교위상수학(斜交位相數學)이라고 한다.

## 정의
심플렉틱 다양체 {\displaystyle (M,\omega )}는 매끄러운 다양체 {\displaystyle M}와, 그 위에 정의된 닫힌 비퇴화 2차 미분 형식 {\displaystyle \omega }으로 이루어진 순서쌍이다. 여기서 {\displaystyle \omega }를 심플렉틱 형식(symplectic form)이라고 한다.
심플렉틱 형식이 만족하여야 하는 조건은 구체적으로 다음과 같다.
- 반대칭성: 2차 미분 형식이란 정의상 반대칭 (0,2)차 텐서장 {\displaystyle \omega (X,Y)=-\omega (Y,X)}다.
- 닫힘: {\displaystyle \mathrm {d} \omega =0}. 여기서 {\displaystyle \mathrm {d} }는 미분 형식의 외미분이다. 다시 말해, 국소적으로 {\displaystyle \omega =d\theta }인 1차 미분 형식 {\displaystyle \theta }가 존재한다. 이 1차 미분 형식은 간혹 심플렉틱 퍼텐셜(영어: symplectic potential)이라 불린다.
- 비퇴화성: 임의의 점 {\displaystyle p\in M}에서, 임의의 0이 아닌 벡터 {\displaystyle X\in T_{p}M}에 대하여, {\displaystyle \omega (X,Y)\neq 0}인 벡터 {\displaystyle Y\in T_{p}M}이 존재한다. 다시 말해, {\displaystyle X}가 0이 아니면 1차 미분형식 {\displaystyle \omega (X,\cdot )}도 0이 아니다. 따라서 {\displaystyle \omega }는 벡터 공간 {\displaystyle T_{p}M}과 여벡터 (1차 형식) 공간 {\displaystyle T_{p}^{*}M} 사이에 동형사상을 정의한다. 이 점에서 심플렉틱 형식은 리만 다양체의 계량 텐서와 유사하다.

비퇴화 2차 미분형식은 짝수 차원에만 존재하므로, 심플렉틱 다양체는 짝수 차원을 가진다. 만약 {\displaystyle \omega }가 다른 조건은 만족하지만 닫혀 있지 않으면 이를 거의 심플렉틱 형식(영어: almost symplectic form)이라고 하고, 이를 갖춘 다양체를 거의 심플렉틱 다양체(almost symplectic manifold)라고 한다.
심플렉틱 다양체의 범주는 심플렉틱 다양체를 대상으로 하고, 심플렉틱 형식을 보존하는 매끄러운 함수를 사상으로 하는 범주다. 즉, 두 심플렉틱 다양체 {\displaystyle (M,\omega )}, {\displaystyle (M',\omega ')} 사이의 사상이란
{\displaystyle f^{*}\omega '=\omega }
를 만족하는 매끄러운 함수 {\displaystyle f\colon M\to M'}이다. (여기서 {\displaystyle f^{*}}는 {\displaystyle f}로의 당김을 뜻한다.)
심플렉틱 동형 사상(영어: symplectomorphism 심플렉토모피즘[*])은 심플렉틱 다양체의 범주에서의 동형 사상이다. 즉, 두 심플렉틱 다양체 {\displaystyle (M,\omega )}, {\displaystyle (M',\omega ')} 사이의 심플렉틱 동형 사상 {\displaystyle f}는 {\displaystyle f^{*}\omega '=\omega }를 만족하는 미분동형사상 {\displaystyle f\colon M\to M'}이다. 심플렉틱 동형 사상은 해밀턴 역학에서 정준변환이라고 불린다.

## 성질

### 부피 형식
심플렉틱 다양체 {\displaystyle (M,\omega )}는 표준적으로 부피 형식을 가지며, 따라서 표준적으로 유향 다양체를 이룬다. 구체적으로,
{\displaystyle {\frac {1}{n!}}\underbrace {\omega \wedge \omega \wedge \dotsb \wedge \omega } _{(\dim M)/2}\in \Omega ^{\dim M}(M)}
는 최고차 미분 형식이며, {\displaystyle \omega }가 비퇴화이므로 항상 부피 형식을 정의한다.

### 위상수학적 성질
모든 심플렉틱 다양체는 짝수 차원의 유향 다양체이다. 콤팩트 심플렉틱 다양체 {\displaystyle (M,\omega )}의 경우, 2차 베티 수가 0일 수 없다. 이는 {\displaystyle \omega ^{n}/n!}이 부피 형식이므로, {\displaystyle 0\neq [\omega ]\in \mathbb {H} ^{2}(M;\mathbb {Q} )}이기 때문이다.
모든 심플렉틱 다양체는 호환되는 개복소구조를 가지므로, 개복소구조의 존재는 심플렉틱 구조가 존재할 필요 조건이다. 특히, 4차원 다양체 {\displaystyle M}의 경우, 개복소구조가 존재할 필요 조건은 다음과 같다.
{\displaystyle 1-b_{1}(M)+b_{2}^{+}(M)\equiv 0{\pmod {2}}}
여기서 {\displaystyle b_{i}}는 베티 수이고, {\displaystyle b_{2}^{\pm }}는 2차 코호몰로지 가운데, 교차 형식 아래 고윳값이 {\displaystyle \pm 1}인 것의 수이다.
차원과 방향을 제외하면, 위 조건들은 모두 호모토피 불변량이다. 이 밖에도, 자이베르그-위튼 불변량을 통해, 호모토피 불변이 아닌, 심플렉틱 구조의 존재에 대한 필요 조건을 유도할 수 있다.

### 미분기하학적 성질
다르부 정리에 따라서, 모든 심플렉틱 다양체는 국소적으로 평탄한 공간과 동형이다. 즉, 심플렉틱 다양체는 국소적인 기하학을 갖지 않는다.
대역적으로, 심플렉틱 다양체는 부피를 가지며, 부피 밖에도 심플렉틱 용량이라는 2차원적 "넓이"를 갖는다.

### 음악 동형
리만 다양체의 경우와 마찬가지로, 심플렉틱 다양체 {\displaystyle (M,\omega )}의 접다발과 공변접다발은 표준적으로 동형이다. 구체적으로, 이 동형은 다음과 같은 음악 사상(영어: musical morphism)으로 정의된다.
{\displaystyle \sharp \colon \mathrm {T} ^{*}M\to \mathrm {T} M}
{\displaystyle \flat \colon \mathrm {T} M\to \mathrm {T} ^{*}M}
{\displaystyle \sharp \colon \alpha \mapsto \omega ^{-1}(\alpha ,-)}
{\displaystyle \flat \colon v\mapsto \omega (v,-)}
(복소수 벡터 다발과 달리 모든 실수 벡터 다발은 스스로의 쌍대 다발과 동형이지만, 리만 계량이나 심플렉틱 형식이 없다면 이 동형은 일반적으로 표준적으로 주어지지 않는다.)
또한, 심플렉틱 다양체의 접다발의 부분 벡터 다발 {\displaystyle E\subseteq \mathrm {T} M}이 주어졌을 때, 그 직교 여다발(영어: orthogonal complement)
{\displaystyle E^{\perp }=\{v\in \mathrm {T} M\colon \omega (E,v)=0\}=\ker E^{\flat }}
을 정의할 수 있다.

## 예
초구 {\displaystyle \mathbb {S} ^{n}}가 심플렉틱 구조를 가질 수 있는 필요충분조건은 {\displaystyle n=0,2}인 것이다. {\displaystyle n}이 홀수인 경우는 물론 불가능하며, {\displaystyle n>2}인 경우는 2차 베티 수가 0이기 때문이다.

### 여접다발
임의의 {\displaystyle n}차원 매끄러운 다양체 {\displaystyle M}의 여접다발 {\displaystyle T^{*}M}은 자연스러운 심플렉틱 구조를 지닌다. 여접다발 안의 임의의 점 {\displaystyle (x,\phi )}를 생각하자. 또한, {\displaystyle x\in M} 근처에 국소좌표계 {\displaystyle q^{i}}를 잡자. 그렇다면 임의의 1차 형식 {\displaystyle \phi \in T_{x}^{*}M}은 {\displaystyle \phi =p_{i}dq^{i}}의 꼴로 전개할 수 있다. 즉 {\displaystyle M}의 국소좌표계 {\displaystyle q^{i}}로부터 {\displaystyle T_{x}M}의 좌표계 (이는 벡터 공간이므로 기저) {\displaystyle p_{i}}를 유도할 수 있다. 따라서, {\displaystyle (q^{i},p_{i})}는 여접다발 {\displaystyle T^{*}M}의 ({\displaystyle (x,\phi )} 근처에서의) 국소좌표계를 이룬다. 그렇다면 심플렉틱 퍼텐셜 {\displaystyle \theta }를
{\displaystyle \theta =\sum _{i=1}^{n}p_{i}dq^{i}}
와 같이 정의할 수 있다. 이에 따라 심플렉틱 형식 {\displaystyle \omega }는
{\displaystyle \omega =d\theta =\sum _{i=1}^{n}dp_{i}\wedge dq^{i}}
이고, {\displaystyle (T^{*}M,\omega )}는 {\displaystyle 2n}차원 심플렉틱 다양체를 이룬다.

### 리만 곡면
임의의 리만 곡면 (2차원 유향 다양체) 위에서, 적절한 리만 계량을 주고, 이에 대한 부피 형식을 심플렉틱 형식으로 잡으면 심플렉틱 다양체를 이룬다. 즉, 2차원에서는 가향성 밖에는 심플렉틱 구조의 존재의 방해물이 존재하지 않는다.

### 복소수 대수 곡면
엔리퀘스-고다이라 분류에 따라, 1차 베티 수가 짝수인 모든 4차원 (=복소수 2차원) 단일 연결 복소다양체는 켈러 다양체의 구조를 가질 수 있으며, 따라서 심플렉틱 구조를 가질 수 있다.:§4.1

## 응용
심플렉틱 다양체는 해밀턴 역학에서 계의 위상 공간(phase space)으로서 등장한다. 위상 공간은 짜임새 공간의 여접다발을 일반화한 것이다. 해밀턴 방정식이 연립 미분 방정식으로부터 계의 시간 진화를 도출할 수 있도록 하는 것과 같은 방식으로 심플렉틱 형식은 해밀턴 함수 {\displaystyle H}의 미분 {\displaystyle dH}로부터 계의 흐름을 설명하는 벡터장을 얻을 수 있도록 해야 한다. 따라서 접다양체 {\displaystyle TM}에서 여접다양체 {\displaystyle T^{*}M}로 가는 선형 사상 {\displaystyle TM\rightarrow T^{*}M} 또는 동등하게 {\displaystyle T^{*}M\otimes T^{*}M}의 원소가 필요하다. {\displaystyle \omega }가{\displaystyle T^{*}M\otimes T^{*}M}의 단면을 나타내도록 하면 {\displaystyle \omega }가 축퇴하지 않는다는 요구 사항은 모든 미분 {\displaystyle dH}에 대해 {\displaystyle dH=\omega (V_{H},\cdot )}가 되는 유일한 대응 벡터장 {\displaystyle V_{H}}가 있음을 보장한다. 해밀토니안이 흐름선을 따라 일정하기를 원하기 때문에 {\displaystyle \omega (V_{H},V_{H})=dH(V_{H})=0}이어야 하며, 이는 {\displaystyle \omega }가 교대적이고 따라서 제 2미분형식임을 의미한다. 마지막으로, {\displaystyle \omega }가 흐름선 아래에서 변경되지 않아야 한다는 요구 사항을 만든다. 즉, {\displaystyle V_{H}}를 따라 {\displaystyle \omega }의 리 미분이 0이다. 카르탕 공식을 적용하면 (여기서 {\displaystyle \iota _{X}}는 내부곱이다):
{\displaystyle {\mathcal {L}}_{V_{H}}(\omega )=0\;\Leftrightarrow \;\mathrm {d} (\iota _{V_{H}}\omega )+\iota _{V_{H}}\mathrm {d} \omega =\mathrm {d} (\mathrm {d} \,H)+\mathrm {d} \omega (V_{H})=\mathrm {d} \omega (V_{H})=0}
대응하는 {\displaystyle V_{H}}가 이 과정이 적용되는 각 점에서 접공간을 생성하는 다른 매끄러운 함수 {\displaystyle H}에 대해 이 과정을 반복할 때, 임의의 매끄러운 함수 {\displaystyle H}에 대응하는 {\displaystyle V_{H}}의 흐름을 따른 리 미분이 사라진다는 조건은 {\displaystyle \omega }가 닫힌 형식이라는 조건과 동일하다.

## 같이 보기
- 푸아송 괄호
- 푸아송 다양체
- 양자 코호몰로지
- 플뢰어 호몰로지
- 켈러 다양체
- 심플렉틱 군
- 심플렉틱 행렬
- 거울 대칭
- 라그랑주 부분 다양체